# Gattatico
Gattatico é uma comuna italiana da região da Emília-Romanha, província de Reggio Emilia, com aproximadamente 5.385 habitantes. Se estende por uma área de 42 km², tendo uma densidade populacional de 128 hab/km². Faz fronteira com Brescello, Campegine, Castelnovo di Sotto, Parma (PR), Poviglio, Sant'Ilario d'Enza, Sorbolo (PR).

## Demografia
| Variação demográfica do município entre 1861 e 2011                               |
|                                                                                   |
| Fonte: Istituto Nazionale di Statistica (ISTAT) - Elaboração gráfica da Wikipedia |